# Jeci
Jecimauro José Borges dos Santos, mais conhecido como Jeci, ou Jéci (Guaratinguetá, 22 de abril de 1980), é um ex-futebolista brasileiro que atuava como zagueiro e volante.

## Carreira
Em 2004, passou pelo Criciúma, onde atuou como volante.
Em junho de 2008, acertou com o Palmeiras, mas retornou ao Coritiba no ano seguinte.
Nos cinco anos em que vestiu a camisa do Coxa, comemorou os títulos da Série B em 2007 e 2010 e o campeonato estadual em 2008, 2010 e 2011. Deixou o clube paranaense em janeiro de 2012 para atuar no Japão.
Defendeu o Kawasaki Frontale por três temporadas, onde jogou 36 partidas.
No início de 2015, foi contratado pelo Avaí.

## Títulos
Guaratinguetá
- Campeonato Paulista do Interior: 2007

Coritiba
- Campeonato Brasileiro de Futebol - Série B: 2007 e 2010[7]
- Campeonato Paranaense: 2008, 2010 e 2011